# Hund Şehzade
Hund Şehzade (1422 – červenec 1455) byla osmanská princezna, vnučka následníka trůnu Sulejmana Çelebi a pravnučka osmanského sultána Bajezida I. Byla manželkou Barsbaye, pozdějšího egyptského sultána z dynastie Burji. 

## Mládí
Narodila se v roce 1422 se jménem Fatima Şehzade. Byla dcerou Orhana Çelebi, syna Sulejmana Çelebi a vnučkou sultána Bajezida I. Měla mladšího bratra Sulejmana Çelebi (1423–1437).
V roce 1433 s otcem a bratrem uprchli do Káhiry. Mamlucký sultán Barsbay je přijal na svém dvoře a odmítl je vydat sultánovi Muradovi II.

## První manželství
V roce 1436 napadl Ibrahim II. z Karamanu provincii Dulkadirids a dobyl město Kayseri a další pevnosti v jeho okolí. Nicméně Dulkadirids dobylo město Kayseri a vše kolem nazpět v prosinci 1436 s osmanskou pomocí. Poté, co v březnu 1437 sultán Barsbay obdržel tyto zprávy, rozhodl se spolu se svou radou, že vyšle Ibrahimovi na pomoc guvernéry ze Sýrie. Napětí mezi Mamluckým sultanátem a Osmanskou říši se vyostřovalo již před touto krizí a o dva měsíce později vyústilo ve válku. Nakonec byl v květnu uzavřen mezi těmito státy mír a to tím, že se Barsbay oženil s Hund Şehzade.

## Druhé manželství
Po smrti Barbayse v roce 1438 se s Hund oženil jeho nástupce, sultán Sayf-al-Din, ale pouze proto, aby vydržel mír s Osmanskou říší. V lednu 1447 poté za své dědictví po prvním manželovi vykonala svatou pouť a poté se konala její svatba.
Společně měli čtyři syny. Všichni zemřeli během epidemie moru v Káhiře v březnu 1449. Nejstaršímu synovi Ahmedovi bylo pouhých sedm let. Sultán se s ní v prosinci roku 1450 rozvedl.

## Smrt
Hund Şehzade zemřela v červenci roku 1455 v Káhiře.